# Norellisoma vonickai
Norellisoma vonickai är en tvåvingeart som beskrevs av Sifner 2008. Norellisoma vonickai ingår i släktet Norellisoma och familjen kolvflugor.
Artens utbredningsområde är Tjeckien. Inga underarter finns listade i Catalogue of Life.